# Cantó de Vauriàs
El cantó de Vauriàs (en francès canton de Valréas) és una divisió administrativa francesa del departament de la Valclusa, situat al districte de Carpentràs. Té 4 municipis i el cap és Vauriàs.

## Municipis
- Vauriàs
- Grilhon
- Richarenchas
- Visan

| Data d'elecció                           | Identitat        | Partit           | Qualitat |
| ---------------------------------------- | ---------------- | ---------------- | -------- |
| 1970-1976                                | M. Freynet       | PS               |          |
| 1976-1988                                | Jean Duffard     | PS               |          |
| 1988-2001                                | Thierry Mariani  | RPR              |          |
| 2001-2008                                | Colette Jacquier | RPR, després UMP |          |
| 2008-2015                                | Gérard Santucci  | PS               |          |
| les dades anteriors no són pas conegudes |                  |                  |          |
|                                          |                  |                  |          |

| Data d'elecció | Identitat                                | Partit          | Qualitat |
| -------------- | ---------------------------------------- | --------------- | -------- |
| 2015-          | Jean-Marie Roussin Corinne Testud Robert | Els Republicans |          |